# Pelekium chenagonii
Pelekium chenagonii är en bladmossart som beskrevs av Andries Touw 2001. Pelekium chenagonii ingår i släktet Pelekium och familjen Thuidiaceae. Inga underarter finns listade i Catalogue of Life.